# Atenas (John William Godward)
Atenas (en inglés, Athenais) es una de las obras más intencionadamente eróticas del pintor John William Godward. Está pintada al óleo sobre lienzo y sus dimensiones son de 101 x 38,1 cm.

## Análisis de la obra
De formato vertical, la sencilla composición muestra a una joven semidesnuda, tras la que se vislumbra la ciudad de Atenas.
Los bellos tonos dorados de las carnaciones contrastan con los grises, azules y ocres del resto del cuadro, lo que acentúa la sensualidad del conjunto. En cuanto a la indumentaria, se observa en la imagen el tradicional quitón (χιτών) de las mujeres griegas y romanas, de tonos azafranados, tan sumamente vaporoso que deja prácticamente todo el cuerpo a la vista, lo que ha hecho suponer a algunos investigadores que se trata de una hetaira (en griego, ἑταῖραι,  hetairai), es decir, de una combinación de dama de compañía y prostituta refinada de la Antigua Grecia.

## Modelo
Respecto al nombre (o apelativo) de la joven que aparece en la obra, hay ciertos indicios en el diario del artista William Russell Flint (1880-1969), quien se encuentra en Roma a finales de 1912. Tras elogiar la extrema cortesía de Godward, siempre dispuesto a hacer favores, se refiere a ella como «la modelo romana cuyo "nombre" podría traducirse al inglés como Sweetest Castaway» (en esp., «Dulcísima Náufraga» o «la más Dulce Náufraga»).

Lee Hankey me presentó a J. W. Godward en Roma. Fue extraordinariamente amable y servicial, sabía hacer muy bien su trabajo y no le importó enseñárnoslo. Pintaba doncellas griegas vestidas con sedas vaporosas, para lo que recurría a una joven romana cuyo nombre en inglés significaba Sweetest Castaway.

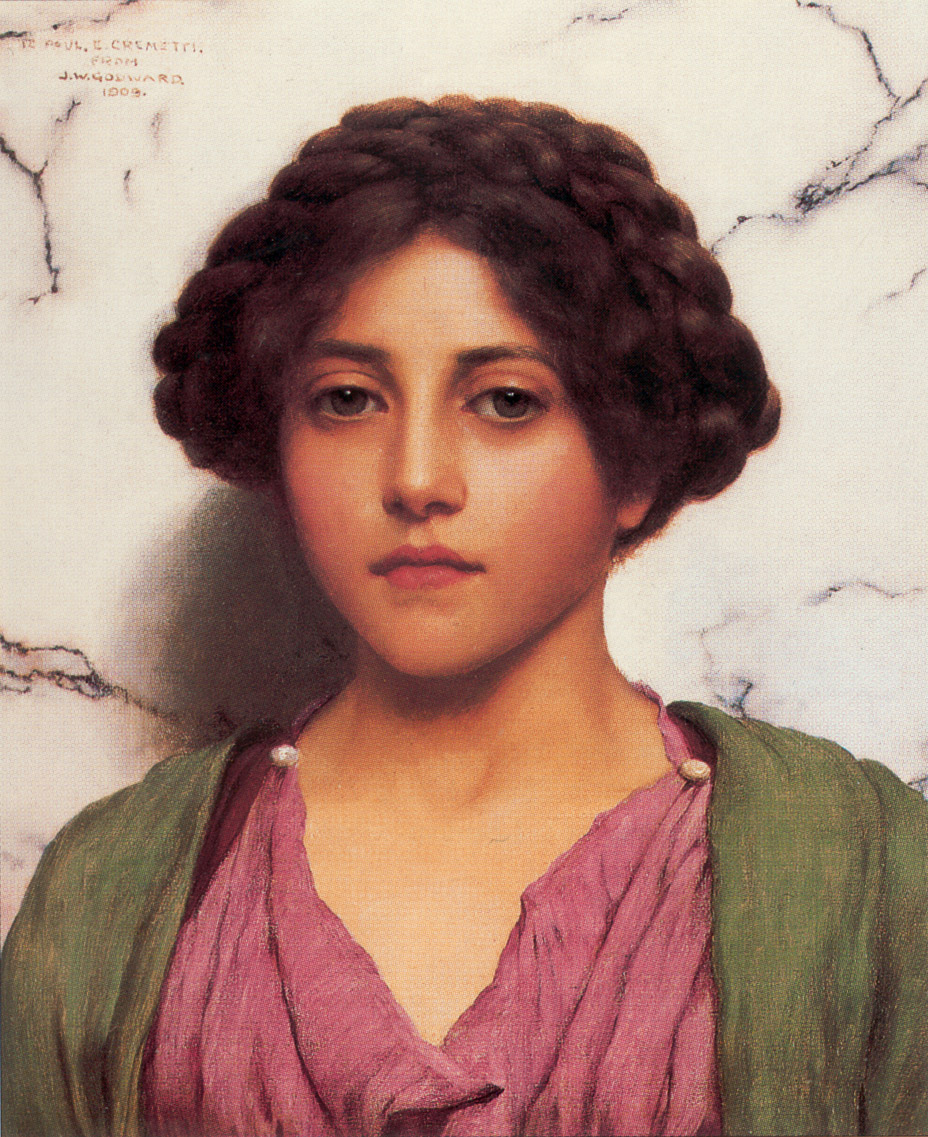
Belleza clásica. 1909.
35,6 x 30,5 cm. Col. particular (probable retrato de la "Dulcísima Náufraga").

Esta belleza era una estrella entre las modelos […]
La Dulcísima Náufraga era una recatada muchacha de mandíbula prominente que, sobre todo, sabía sacar el máximo provecho a su vida. Aceptaba cuantos regalos le hacían tanto los pintores viejos como los principiantes para los que posaba. De vuelta del extranjero, vino con un cuantioso botín de muebles y artículos para el hogar. Vivía con su extensa familia (padre, madre y seis hermanos y hermanas) en la única habitación de una casa tan sumamente pequeña que todos dormían —los mayores a lo largo y los pequeños en los laterales— en la misma cama: el inmenso letto matrimoniale de Italia.

Vigilaba atentamente sus pertenencias o, más bien, las guardaba lejos del alcance de su familia colgándolas del techo. Lo colgaba todo: sillas, mesas, un máquina de coser, alfombras y sábanas, cuidadosamente envueltas en papel de periódico engomado para mantener las polillas a raya, y todo tipo de bultos. El efecto debe de haber sido peculiar. Bajo ningún concepto, eran para ser usadas y estropeadas por su familia antes de que se las llevara, en un futuro, a su propia casa.